# Arrondissement di Le Mans
L'arrondissement di Le Mans è una suddivisione amministrativa francese di 268 018 abitanti (al 1º gennaio 2022), situata nel dipartimento della Sarthe e nella regione dei Paesi della Loira.

## Storia
Il 13 febbraio 2006, gli arrondissement della Sarthe sono stati modificati.

## Composizione
L'arrondissement di Le Mans raggruppa 48 comuni in 12 cantoni:
- cantone di Allonnes
- cantone di Ballon
- cantone di Écommoy
- cantone di Le Mans-Centre
- cantone di Le Mans-Est-Campagne
- cantone di Le Mans-Nord-Campagne
- cantone di Le Mans-Nord-Ovest
- cantone di Le Mans-Nord-Ville
- cantone di Le Mans-Ovest
- cantone di Le Mans-Sud-Est
- cantone di Le Mans-Sud-Ovest
- cantone di Le Mans-Ville-Est